# Der Liebesbegriff bei Augustin
Der Liebesbegriff bei Augustin. Versuch einer philosophischen Interpretation ist die Dissertation der politischen Philosophin Hannah Arendt und zugleich das erste von ihr überlieferte Buch. Es erschien erstmals 1929 und wurde zu ihren Lebzeiten nicht wieder aufgelegt. Die von Arendt 1964/65 teilweise weiterentwickelte englisch-amerikanische Ausgabe kam erst 1996 heraus. Außerdem gibt es seit 1991 eine französisch- und eine spanischsprachige Version der ursprünglichen Fassung.

## Inhalt
Die etwa einhundertseitige Arbeit, mit der die erst 22-jährige Hannah Arendt 1928 bei ihrem akademischen Lehrer Karl Jaspers in Heidelberg im Fach Philosophie promovierte, behandelt den Liebesbegriff des christlichen Philosophen und Kirchenlehrers Augustinus von Hippo (354–430). In Auswertung seiner Werke sowie im Rückgriff auf die christlichen Evangelien und die Paulusbriefe erarbeitet sie eine grundlegende Differenzierung zwischen drei Arten von Liebe, der sie neben der religiösen eine wesentlich existenzphilosophische und damit existenzielle Bedeutung zuspricht:
- amor (ἔρως): die auf Begehren (appetitus) beruhende weltliche Liebe, die dauernd jeweils nach Befriedigung strebt, diese aber niemals erreicht und sich so, trotz ihrer Weltbejahung, nur negativ verwirklicht.
- caritas (ἀγάπη): die auf nach dem summum bonum strebende Gottesliebe, die aus der Weltlichkeit fort in den Himmel, zu Gott strebt und den paradiesischen Frieden ersehnt, dadurch aber zur Welt, die sie ablehnt, in einem dauernden Missverhältnis steht.
- dilectio (στοργή): die Liebe zum Nächsten (dilectio proximi), die in der freilassenden, nicht begehrenden Zuneigung zum anderen Menschen die Gottesliebe vorwegnimmt und somit einen gottgefälligen Standpunkt in der Welt ermöglicht.

Der Liebesbegriff kreist thematisch weniger um Gott und das Verhältnis des Menschen zu ihm, als um
- die Welt, ihre Weltlichkeit und Weltlosigkeit,
- das gespannte Verhältnis des Individuums zur Welt sowie
- das Problem des Mitseins mit Anderen in der Welt.

Damit gehört die Abhandlung sowohl – nämlich thematisch und argumentatorisch – in die existenzphilosophische Tradition von Jaspers und Heidegger als auch – durch ihren religiösen Horizont – in die religionsphilosophische Rudolf Bultmanns und vereinigt dadurch die Denkeinflüsse der drei wichtigsten akademischen Lehrer der Autorin mit starker eigenständiger Akzentuierung, die auch auf ihr späteres Werk hinweist. Ihr Freund und Kommilitone Hans Jonas schrieb seine Dissertation ebenfalls 1928 zu Augustin und veröffentlichte 1930 ein Buch zum Freiheitsbegriff Augustins. Auch Heidegger und Jaspers arbeiteten zum Thema.

## Bewertung
Karl Jaspers, der die Arbeit mit der Note II bis I bewertete, beurteilte sie in seinem Gutachten folgendermaßen:

„Die Methode ist als sachliches Verstehen zugleich gewaltsam […]. Weder historische noch philologische Interessen sind maßgebend. Impuls gibt letztlich wohl das Nichtgesagte: durch philosophisches Arbeiten am Gedanken möchte sich die Verfasserin ihre Freiheit von christlichen Möglichkeiten rechtfertigen, die sie zugleich anziehen. Sie sucht nicht die Systematik der Lehrstücke in einem Ganzen zu erreichen, sondern gerade ihre Unstimmigkeiten, um darin den Blick auf existentielle Ursprünge des Gedankens zu gewinnen.“

## Rezeption
In der zeitgenössischen Rezeption wurde die Schrift in philosophischen Medien und unter Theologen durchgängig negativ aufgenommen. Einerseits habe Arendt Augustinus nur als Philosophen, nicht aber als Theologen verstanden, andererseits habe sie die aktuelle theologische Literatur nicht berücksichtigt.
Der Liebesbegriff wurde lange Zeit nicht zum eigentlichen Werkkanon Hannah Arendts gerechnet, den man oft erst mit ihren nach Ende des Zweiten Weltkrieges geschriebenen Büchern beginnen lässt. Entsprechend ist er – anders als ihre kaum jüngere Habilitationsschrift Rahel Varnhagen. Lebensgeschichte einer deutschen Jüdin aus der Romantik – auch nicht in ihrem späteren Hausverlag Piper erschienen und wurde nach der Veröffentlichung 1929 erstmals 2003 neu herausgegeben. In der Öffentlichkeit war er weitgehend in Vergessenheit geraten. In jüngerer Zeit wird er indessen wieder stärker berücksichtigt und in seiner Bedeutung als Exposition des späteren Hauptwerks mehr und mehr begriffen.
Arendt selbst hat sich in späteren Jahren stets als politische Theoretikerin bezeichnet, den Begriff Philosophie bezogen auf ihr Werk abgelehnt und sich daher zwar mit Themen, die in der Dissertation anklingen, weiter beschäftigt, ohne sich jedoch auf diesen Text zu beziehen.
Ludger Lütkehaus stellt in seinem Vorwort zur Neuauflage der Dissertation im Jahr 2003 heraus, Arendt habe bereits in dieser frühen Arbeit ihr Konzept der Gebürtlichkeit (Natalität) angedeutet und in der 1964/65 überarbeiteten, erst viel später postum erschienenen, englischsprachigen Ausgabe explizit entwickelt. Ursula Ludz widerspricht dieser Aussage 2008 hinsichtlich des 1929 veröffentlichten Textes. Dort werde dieser Gedankengang mit Bezug auf ein Augustin-Zitat nicht erwähnt. In ihrem Standardwerk der Arendt-Forschung Hannah Arendt, For Love of the World habe Elisabeth Young-Bruehl 1982 einen Vergleich der Originaldissertation mit Arendts Bearbeitungen 1964/65 für die englische Fassung vorgelegt. Die im Faksimile-Reprint gefasste Neuerscheinung 2006 mit einem einleitenden Essay von Frauke-Annegret Kurbacher enthält die Übersetzung aller altgriechischen und lateinischen Begriffe und Zitate Arendts, eine Hilfestellung, die das Verständnis der Studie für eine breitere Zielgruppe erheblich erhöht, wobei Ludz an der Umsetzung des Übersetzungsprojekts Kritik übt. Mit ihrem Essay Liebe zum Sein als Liebe zum Leben möchte Kurbacher einen Beitrag zur philosophischen Auseinandersetzung mit dem „phänomenologischen Gehalt“ des Textes leisten,  um damit eine Lücke der Arendt-Forschung zu verkleinern. Sie hebt hervor, dass  Arendt ihre Arbeit auf das kritische Verstehen der von Augustin stammenden  Liebesvorstellungen fokussiert und dabei die Widersprüchlichkeit des modernen Menschen bereits bei Augustin angelegt sieht. Arendt interessiere «Liebe» als „mögliche Grundlage für den gegenseitigen Umgang  in oder sogar als Begründung von Gemeinschaft“. Daraus folgt nach Kurbacher ihr späterer Begriff grundsätzlicher Pluralität.
Elisabeth Young-Bruehl hatte 1982 die Liebesbeziehung zwischen Heidegger und Arendt publik gemacht. Seitdem werden von einigen Autoren autobiographische Bezüge ausgemacht.

## Ausgaben
- Der Liebesbegriff bei Augustin. Julius Springer (Reihe: Philosophische Forschungen Bd. 9), Berlin 1929.
  - Der Liebesbegriff bei Augustin. Versuch einer philosophischen Interpretation. Hg. und Vorwort v. Ludger Lüdkehaus. Philo, Berlin 2003, ISBN 3-8257-0343-6.
  - Der Liebesbegriff bei Augustin: Versuch einer philosophischen Interpretation. Hg. und Essay zur Einleitung v. Frauke-Annegret Kurbacher. Olms, Hildesheim 2006, ISBN 3-487-13262-1.
    - O conceito de amor em Santo Agostinho. Ensaio de interpretãçao filosófica Verlag Instituto Piaget, Lissabon 1997, ISBN 972-8407-57-2 (portug.)
    - Le Concept d'amour chez Augustin. Essai d'interprétation philosophique. Übersetzung aus dem Deutschen. Edition Tierce, Paris 1991, Rivages 1999, ISBN 2-7436-0560-X (franz.)
    - El concepto de amor en San Agustin. Verlag En Cuentro, Madrid 2001, 2009 ISBN 84-7490-632-6 (span.)
    - Augusutinuso no ai no gainen. Verlag Misuzushobo, Tokio 2012, ISBN 978-4-622-08349-8 (japan.)
- Love and Saint Augustine. Hannah Arendt. Hg. und Essay v. Joanna Vecchiarelli, Judith Chelius Stark. Univ. of Chicago Press, Chicago und London 1996, ISBN 0-226-02597-7. (englisch)